# Leuchtenbergia principis
Leuchtenbergia principis – gatunek sukulenta z rodziny kaktusowatych (Cactaceae), jedyny przedstawiciel monotypowego rodzaju Leuchtenbergia Hook. Występuje w północnym i środkowym Meksyku: Coahuila, Guanajuato, Hidalgo, San Luis Potosi, Zacatecas.

## Morfologia
KwiatyJasnożółte, o średnicy do 7 cm.
LiścieCiernie są miękkie, podobne do papieru, tworzą plątaninę u niektórych ekotypów.

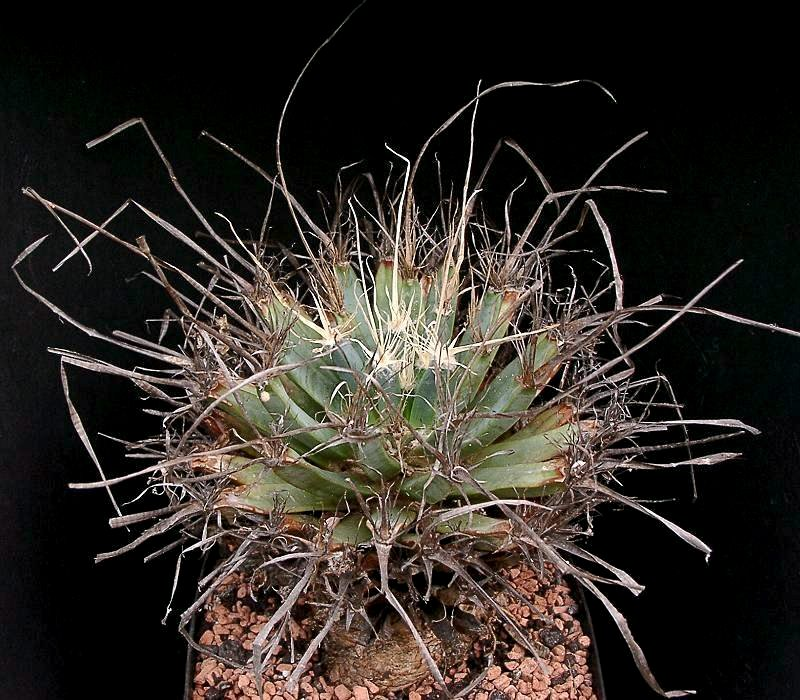
Ciernie
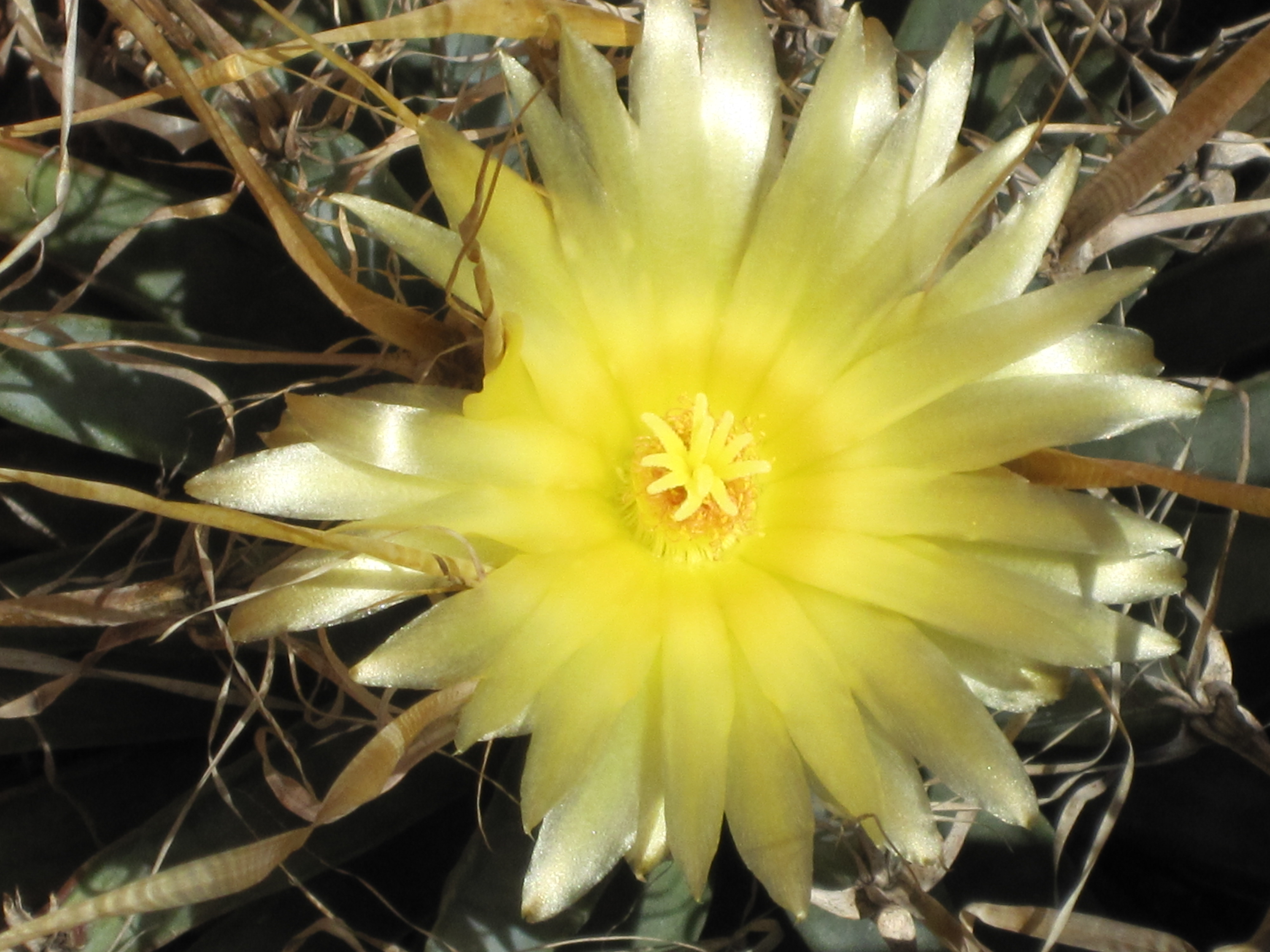
Kwiat
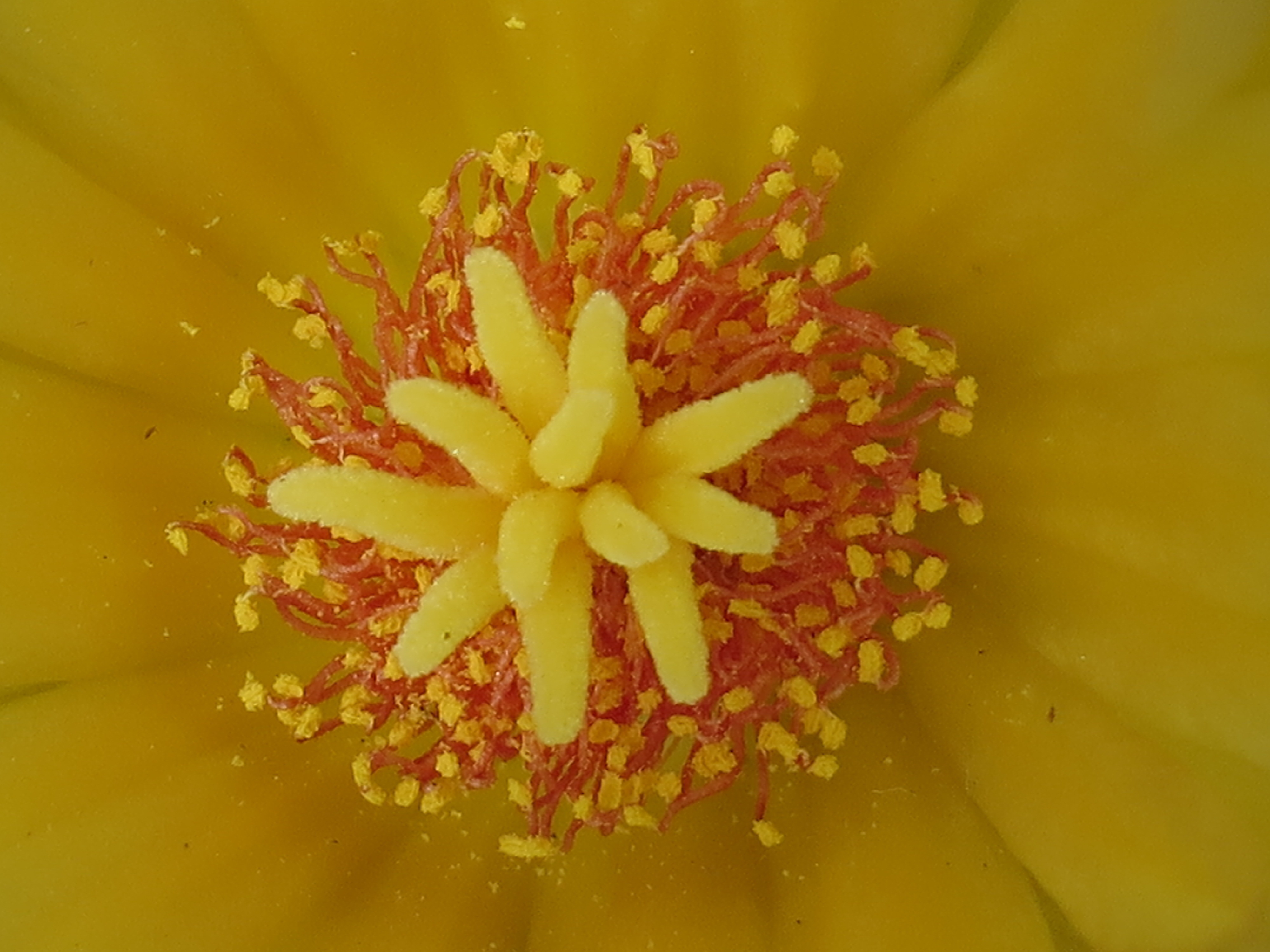
Słupki i pręciki
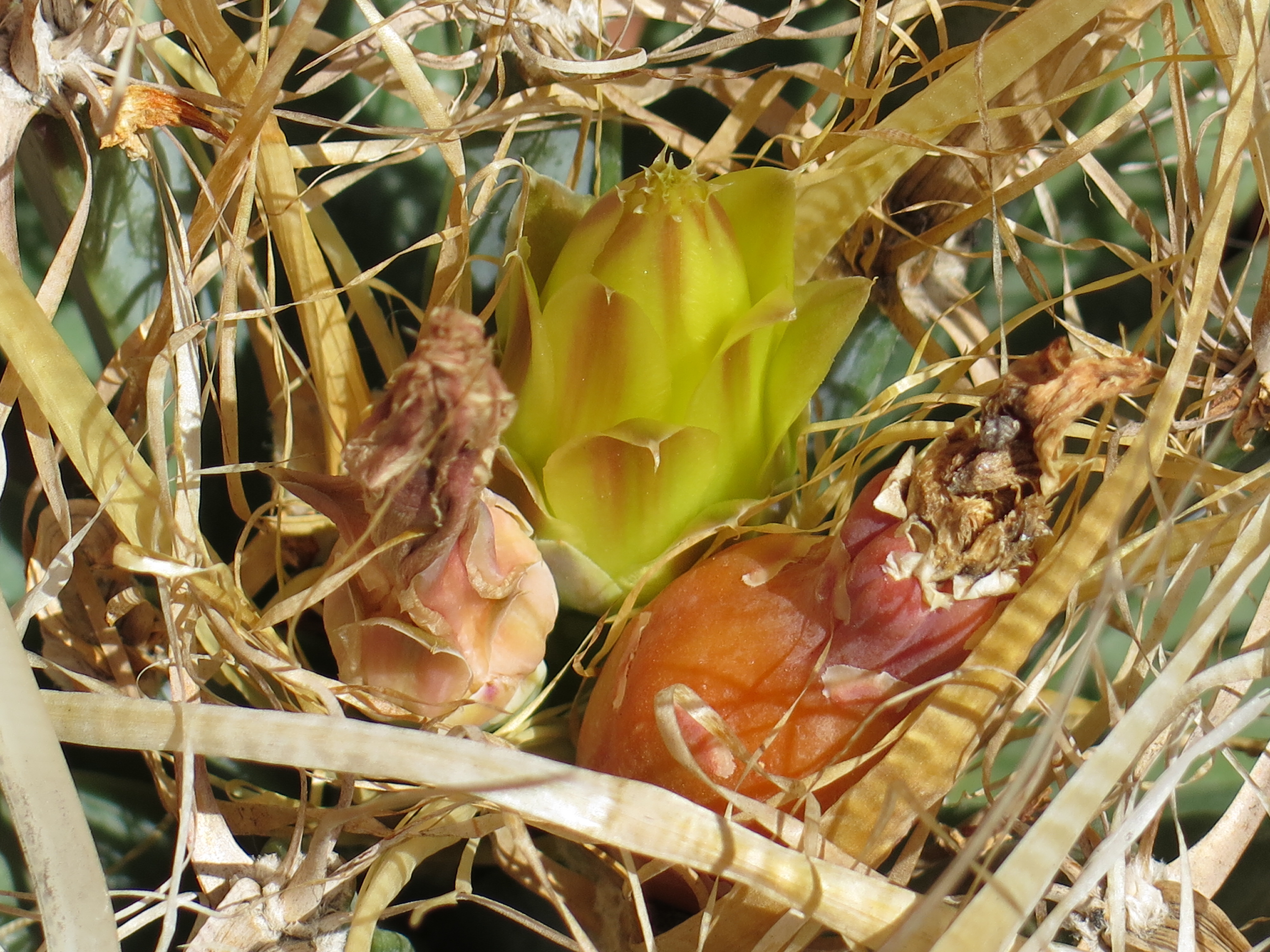
Owoce
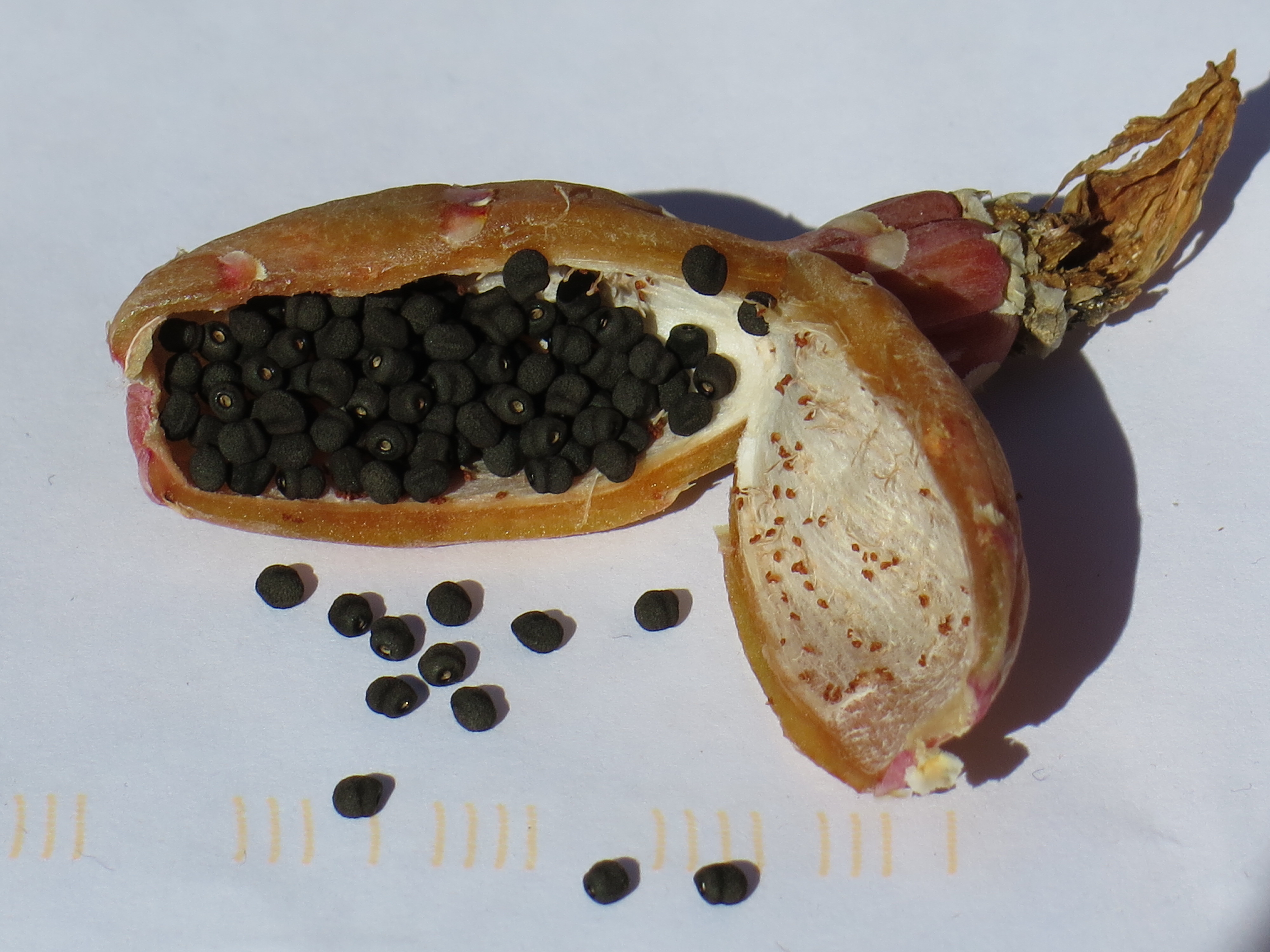
Nasienie

## Biologia i ekologia
Rośliny kwitną wczesnym latem. Gatunek występuje na rozległym obszarze, nie rośnie w skupiskach. Najczęściej spotykany na górzystych terenach meksykańskiego stanu Coahuila.

## Systematyka
Pozycja systematyczna według APweb (aktualizowany system APG III z 2009)
Należy do rodziny kaktusowatych (Cactaceae) Juss., która jest jednym z kladów w obrębie rzędu goździkowców (Caryophyllales)  i klasy roślin okrytonasiennych. W obrębie kaktusowatych należy do plemienia Cacteae, podrodziny Cactoideae.
Pozycja rodzaju w systemie Reveala (1993-1999)
Gromada okrytonasienne (Magnoliophyta Cronquist), podgromada Magnoliophytina Frohne & U. Jensen ex Reveal, klasa Rosopsida Batsch, podklasa goździkowe (Caryophyllidae Takht.), nadrząd  Caryophyllanae Takht.,  rząd goździkowce (Caryophyllales Perleb), podrząd Cactineae Bessey in C.K. Adams, rodzina kaktusowate (Cactaceae Juss.), rodzaj Leuchtenbergia Hook..